# Лукинское (Владимирская область)
Лукинское — село в Судогодском районе Владимирской области, входит в состав Головинского сельского поселения.

## География
Село расположено в 8 км на северо-восток от центра поселения посёлка Головино, в 28 км на запад от райцентра Судогды.

## История

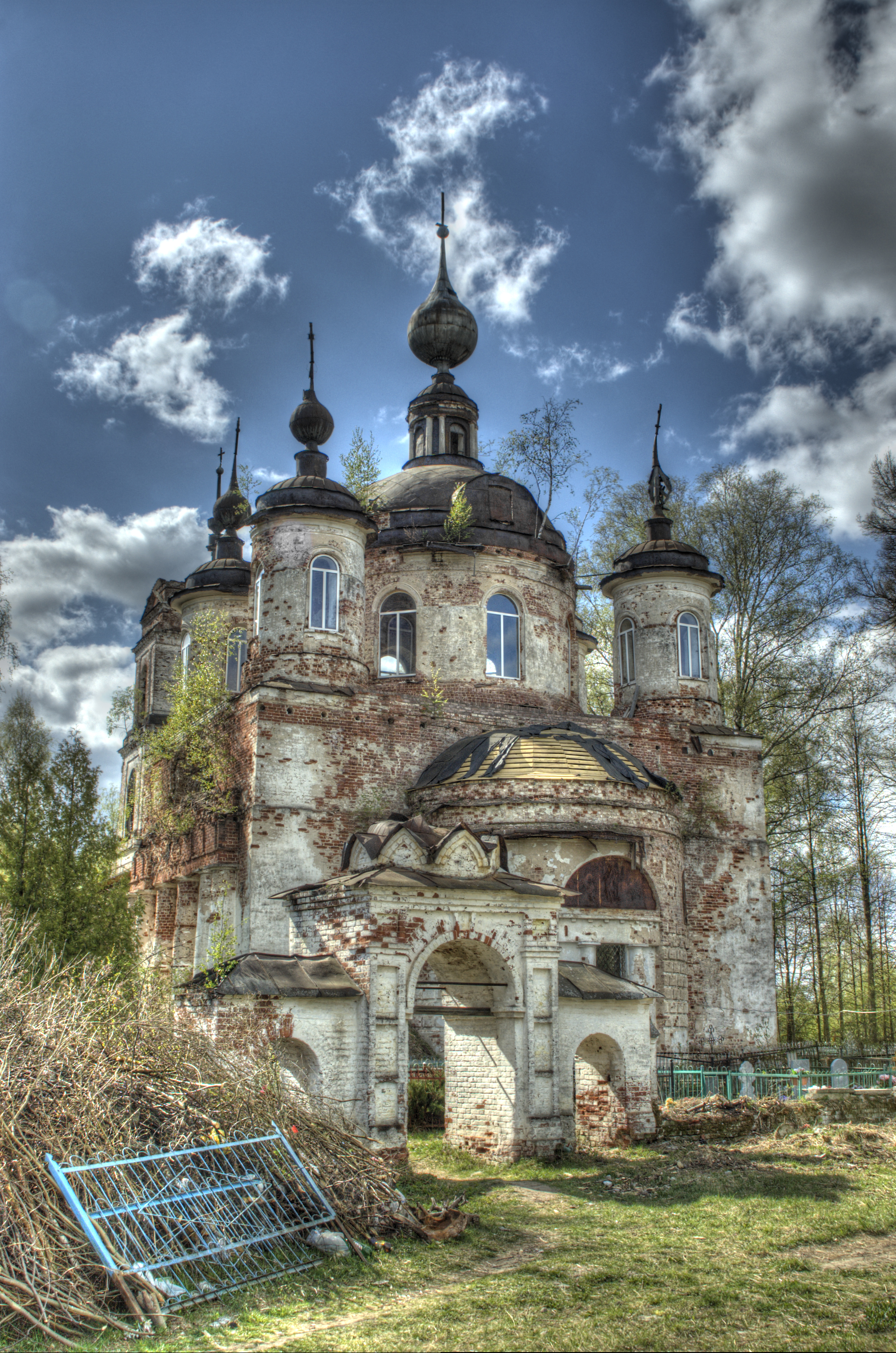
Церковь Воскресения Христова на Старинском Погосте. 2014 год

В 1 км от Лукинского находится бывший Старинский погост. Как видно из патриарших окладных книг 1628 года здесь уже была церковь Воскресения Христова. Около второй половины XVIII столетия местным помещиком майором Бартеневым была построена в Старинском погосте небольшая каменная церковь в честь Смоленской иконы Божьей Матери. Эти две церкви существовали до 1824 года. Деревянная церковь уже слишком обветшала, а каменная была мала для большого прихода. По-этому в 1824 году начато было строительство новой каменной церкви, в 1828 году церковь была построена и освящена, тогда же была построена каменная колокольня. Престолов в церкви было три: в холодной в честь Воскресения Христова, в приделах теплых во имя преподобного Сергия и Смоленской иконы Божьей Матери.   
В конце XIX — начале XX века деревня Лукинская входила в состав Погребищенской волости Владимирского уезда. В 1859 году в деревне числилось 24 двора, в 1905 году — 32 двора.
С 1929 года деревня входила с состав Головинского сельсовета Владимирского района, с 1965 года — Судогодского района.

## Население
| 1859 | 1905 |
| ---- | ---- |
| 159  | 138  |

| 1859 | 1905 | 1926 | 2002 | 2010 | 2021 |
| ---- | ---- | ---- | ---- | ---- | ---- |
| 159  | ↘138 | ↗189 | ↘12  | ↘3   | ↗10  |

## Достопримечательности
Близ села Лукинского в Старинском погосте находится Церковь Воскресения Христова

## Известные люди
В деревне родился участник Великой Отечественной войны Герой Советского Союза Фёдор Герасимович Коньков.